# Eleição municipal de Paço do Lumiar em 1988
A eleição municipal de Paço do Lumiar em 1988 ocorreu em 15 de novembro de 1988. O prefeito era Joaquim Aroso (PFL) que terminaria seu mandato em 1 de janeiro de 1989. Alfredo Silva (PFL) foi eleito prefeito em turno único, derrotando Wanderley Ribeiro (PDS). 

## Resultado da eleição para prefeito

### Primeiro turno
| Candidatos a prefeito | Candidatos a vice-prefeito | Número | Coligação                                                 | Votos recebidos | Percentual |
| --------------------- | -------------------------- | ------ | --------------------------------------------------------- | --------------- | ---------- |
| Alfredo Silva PFL     | Aguinaldo Ferreira PDC     | 25     | União Progressista Cristã (PFL, PDC, PMDB, PSC, PTR, PCB) | 4.070           | 43,46%     |
| Wanderley Ribeiro PDT | Flávio Campos PDS          | 12     | (PDT, PDS, PSB, PSD, PL, PTB, PMB, PCdoB)                 | 2.832           | 30,24%     |
| Raimunda Diniz PT     | Pedro Lima PT              | 13     | Frente Democrática Popular do Paço (PT, PS, PV)           | 2.463           | 26,30%     |